# 백치 아다다 (영화)
《백치 아다다》는 한국에서 제작된 이강천 감독의 1956년 영화이다. 나애심 등이 주연으로 출연하였고 이철혁 등이 제작에 참여하였다.

## 출연

### 주연
- 나애심
- 한림
- 장민호
- 김정옥

## 기타
- 원작자: 계용묵
- 조명: 이한찬
- 녹음: 이경순
- 미술: 박석인